# Christmas in Hollis
Christmas in Hollis ist ein Weihnachtslied der US-amerikanischen Hip-Hop-Band Run-D.M.C. aus dem Jahr 1987. Der Titel des Songs (Weihnachten in Hollis) bezieht sich auf das Stadtviertel Hollis im Stadtbezirk Queens von New York City, in dem die Bandmitglieder Jason Mizell (Jay), Joseph Simmons (Run) und Darryl McDaniels (D.M.C.) aufgewachsen sind.

## Entstehung
Special Olympics, die weltweit größte Sportbewegung für Menschen mit geistiger Behinderung, plante zu Weihnachten 1987 die Herausgabe eines Benefizalbums mit dem Titel A Very Special Christmas. Dazu erhielt Bill Adler, der PR-Manager von Def Jam, eine Anfrage, ob Run-D.M.C. sich daran beteiligen könnte. Die Bandmitglieder lehnten zunächst ab. Sie wollten sich nicht kommerzialisieren lassen und ihr Image als Rebellen nicht durch das Singen von Jingle Bells oder das Aufsagen von Gedichten ruinieren. 
Adler ließ nicht locker und brachte die Idee zu einem Weihnachtslied über Hollis auf. Er nahm seine Sammlung von Weihnachtsliedern aus verschiedensten Genres mit ins Studio und durchsuchte sie gemeinsam mit Jay. Dabei stießen sie auf Back Door Santa von Clarence Carter aus dem Jahr 1968, dessen Intro ihnen verwertbar vorkam. Jay schuf daraus durch Sampling und Scratching einen Hintergrund für einen Rap-Song. Als Run und DMC den Beat hörten, waren sie direkt davon begeistert und schrieben einen Text dazu. Die Aufnahme wurde von der Band selber gemeinsam mit Rick Rubin produziert.

## Inhalt
Der Song enthält Zitate aus Back Door Santa von Clarence Carter (1968), Frosty The Snowman von Gene Autry (1950), Jingle Bells von James Lord Pierpont (1857) und Joy to the World von Georg Friedrich Händel.
Nach einem Intro mit Zitaten aus Jingle Bells  und Back Door Santa rappt Run von einem fiktiven Erlebnis: An Heiligabend sieht er einen Mann mit Hund im Park. Als er näher kommt, stellt der Hund sich als Rentier heraus. Der Mann verschwindet, hinterlässt aber eine Brieftasche. Darin findet Run einen Führerschein mit „Santa Claus“ und eine Million Dollar. Weil er Santa nicht bestehlen will, schickt er ihm die Brieftasche per Post zurück. Zuhause angekommen findet er unter dem Weihnachtsbaum einen Brief von Santa und einen großen Beutel voll Geld.  
Anschließend rappt D.M.C. von Weihnachten zuhause. Seine Mutter kocht gefüllte Hühnchen und Blattkohl, Santa hinterlässt Geschenke unter dem Weihnachtsbaum, das Haus ist dekoriert, draußen liegt Schnee und im Kamin brennt Holz. Nach einem Intermezzo mit Weihnachtsmelodien rappen alle drei zusammen von der Weihnachtszeit und wünschen „Frohe Weihnachten und ein glückliches Neues Jahr“.

## Veröffentlichungen
Christmas in Hollis wurde 1987 auf zwei Sampler-Alben veröffentlicht, auf A Very Special Christmas von A&M Records und auf Christmas Rap von London Records. Ebenfalls 1987 veröffentlichte A&M den Song als Single-Auskopplung aus A Very Special Christmas mit folgenden Titeln:
| A-Seite                                 | B-Seite                        |
| --------------------------------------- | ------------------------------ |
| 1. Christmas in Hollis 2. Walk This Way | 1. Peter Piper 2. King of Rock |

Die Deluxe-Edition des 1988 veröffentlichten Albums Tougher Than Leather von Run-D.M.C. enthält den Song als Bonus-Track.

## Charts
Dreizehn Jahre nach seiner ersten Veröffentlichung erreichte Christmas in Hollis im Jahr 2000 den Platz 78 auf der Billboard Hot R&B/Hip-Hop Singles & Tracks chart.

## Weiterverwendungen
Der Song wurde in mehreren Filmen verwendet, darunter 1987 in Unter Null, 1988 in Stirb langsam, 2015 in Die Highligen Drei Könige und 2016 in How to Be Single. Er wurde auch in mehreren Fernsehserien verwendet, darunter Das Büro, Chuck, Brooklyn Nine-Nine, Orange Is the New Black, Die Simpsons und Lethal Weapon.  Run-D.M.C. selber spielten den Song 1996 in der Fernsehserie All That.
Zu Werbezwecken wurde Christmas in Hollis von dem britischen Kataloghändler Argos für seine Weihnachtskampagne 2014 und von dem Automobilhersteller Nissan für seine Weihnachtswerbung 2015 verwendet.

## Coverversionen
2013 brachten die Leningrad Cowboys & The Russian Air Force Choir eine Coverversion von Christmas in Hollis heraus, die auch auf ihrem Weihnachtsalbum Merry Christmas veröffentlicht wurde.

## Musikvideo
Das Musikvideo zu Christmas in Hollis beginnt in Santas Hauptquartier am Nordpol. Santa sitzt am Joystick vor einer Wand mit Bildschirmen und teilt Kinder in die Kategorien „artig“ und „unartig“ ein, wobei er großzügig meist auf „artig“ klickt. Ein Weihnachtself löst ihn ab, und Santa macht sich auf seine Tour. Der Elf klickt meist auf „unartig“, und als Jay, DMC und Run auf dem Bildschirm auftauchen, schaltet er sich zu.
Zu Runs Rap stapft die Band durch den Schnee. Sie sehen Santa und seinen Hund mit aufgesetztem Rentiergeweih, finden Santas Brieftasche und Run wirft sie in den Briefkasten. Zuhause angekommen, findet Run einen dicken Geldsack als Geschenk von Santa. D.M.C. singt seinen Rap in einem weihnachtlich geschmückten Zimmer mit Weihnachtsbaum, festlich gedecktem Tisch und brennendem Kamin. Seine Mutter tritt dabei persönlich auf. 
Als die drei ihre Geschenke auspacken, finden sie lauter Dinge, die sie schon haben: schwarze Hüte, dicke Goldketten, Adidas-Sneaker. Der Elf beamt sich in das Zimmer und macht sich über das Essen und die Geschenke her. D.M.C.s Mutter entdeckt ihn und jagt ihn mit einem Besen aus dem Haus. Run öffnet ein Paket, findet darin eine Elfenmütze und ist verwundert. Zum Schluss sehen alle durch das vereiste Zimmerfenster Santa nach, der mit seinem Schlitten davonfliegt, der von dem Hund mit aufgesetztem Rentiergeweih gezogen wird. Santa lacht, und der Hund bellt.
Regisseur des Videos war Michael Holman, Kameramann war Mark Richardson. Beide waren zu dieser Zeit noch Studenten an der New York University. Das Video gewann den Rolling Stone Magazine’s Best Video of the Year award 1987.